# Chlorogomphus
Chlorogomphus là một chi chuồn chuồn ngô thuộc họ Chlorogomphidae.

## Các loài
Chi có các loài sau:
- Chlorogomphus albomarginatus Karube, 1995
- Chlorogomphus arooni Asahina, 1981
- Chlorogomphus auratus Martin, 1910
- Chlorogomphus brevistigma Oguma, 1926
- Chlorogomphus brittoi Navás, 1934
- Chlorogomphus brunneus Oguma, 1926
- Chlorogomphus campioni (Fraser, 1924) - Nilgiri Mountain Hawk[2]
- Chlorogomphus daviesi Karube, 2001
- Chlorogomphus fraseri St. Quentin, 1936
- Chlorogomphus gracilis Wilson & Reels, 2001
- Chlorogomphus iriomotensis Ishida, 1972
- Chlorogomphus magnificus Selys, 1854
- Chlorogomphus miyashitai Karube, 1995
- Chlorogomphus mortoni Fraser, 1936
- Chlorogomphus nakamurai Karube, 1995
- Chlorogomphus okinawensis Ishida, 1964
- Chlorogomphus papilio Ris, 1927
- Chlorogomphus preciosus (Fraser, 1924)
- Chlorogomphus risi Chen, 1950
- Chlorogomphus sachiyoae Karube, 1995
- Chlorogomphus schmidti Asahina, 1986
- Chlorogomphus speciosus (Selys, 1891)
- Chlorogomphus splendidus (Selys, 1878)
- Chlorogomphus takakuwai Karube, 1995
- Chlorogomphus usudai Ishida, 1996
- Chlorogomphus vietnamensis Asahina, 1969
- Chlorogomphus xanthoptera (Fraser, 1919)
- Chlorogomphus yokoii Karube, 1995
- Chlorogomphus yoshihiroi Karube, 1994